# Melchior d'Hondecoeter
Melchior de Hondecoeter, o Hondecoutre o Hondekoeter o Hondecooten (Utrecht, 1636 – Amsterdam, 3 aprile 1695), è stato un pittore, incisore, disegnatore e decoratore d'interni olandese del secolo d'oro, appartenente alla scuola dell'Olanda Settentrionale, specializzato nella pittura di nature morte e animali.

## Biografia

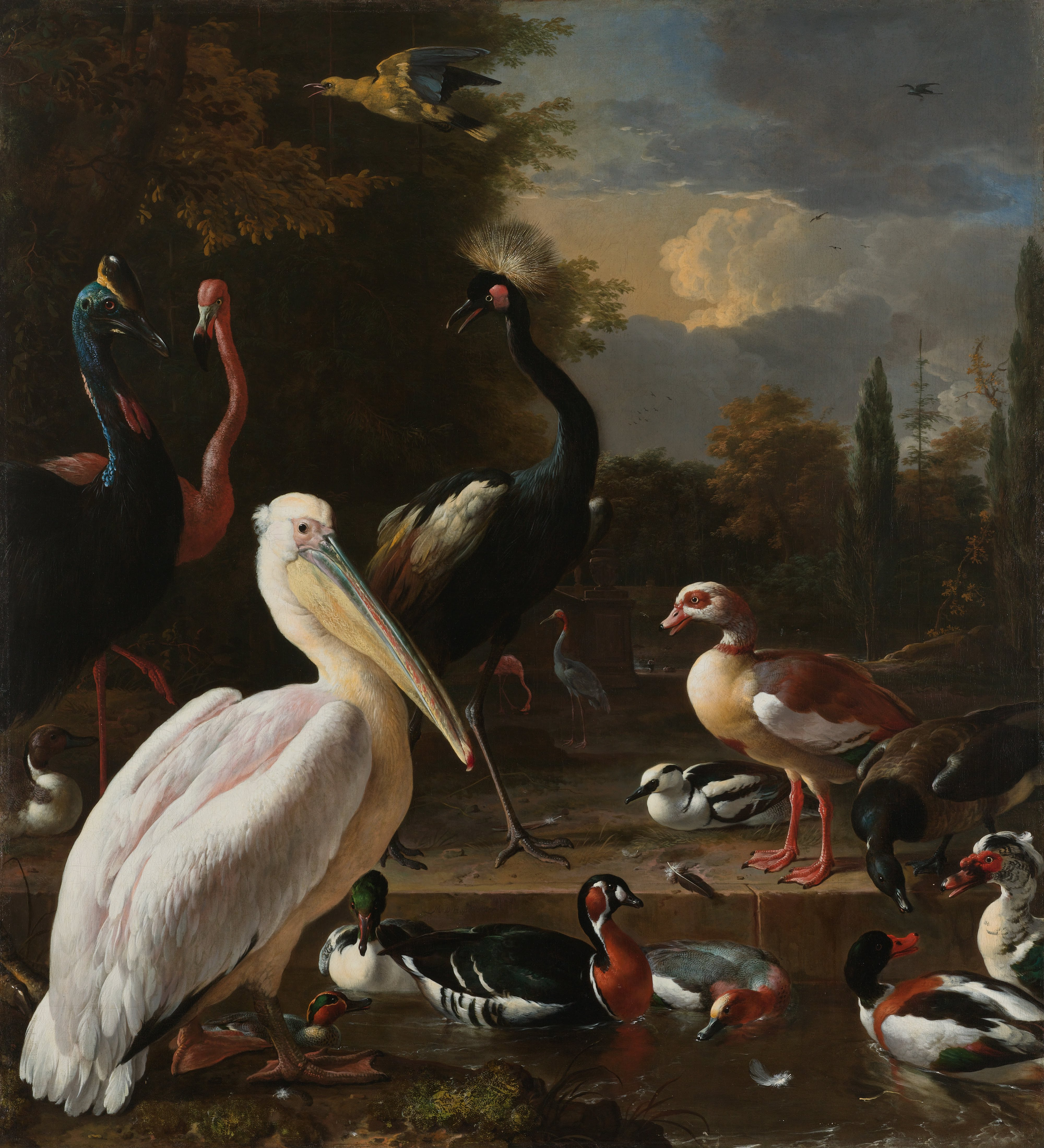
Un pellicano e altri uccelli presso una fonte, noto come La piuma fluttuante (1680) c.)

È il più celebre esponente di una famiglia di artisti, probabilmente originaria d'Anversa, giunta nei Paesi Bassi a causa della sua fede religiosa protestante: sia il padre Gijsbert, che il nonno Gillis erano pittori.
Apprese l'arte della pittura dal padre e, alla morte di questi nel 1653 proseguì i suoi studi presso Jan Baptist Weenix, che aveva sposato la sorella del padre, Josina.
Il 30 ottobre del 1658 Melchior d'Hondecoeter fu testimone al battesimo del figlio Gijsbertus di Maria d'Hondecoeter (figlia di Gillis d'Hondecoeter) e di Alb. Cleynhens, nella Westerkerk di Amsterdam.
È di questo periodo la sua prima opera chiaramente datata (1658), anche se esiste una natura morta con fagiani, la cui datazione può intendersi come 1654.
Dall'agosto 1658 o dal 1659 lavorò a L'Aia, dove, nell'ottobre 1659, divenne membro della Corporazione di San Luca, risulta infatti un pagamento di 15 fiorini il 15 ottobre, e nel 1662 capo della Schildersconfrerie (confraternita di pittori) o, secondo Blok, della stessa Corporazione di San Luca.
Il 9 o l'11 febbraio 1663 sposò Susanna Tradel da Amsterdam; lo sposo era accompagnato dallo zio A. Cleynhens, la sposa dai fratelli Jeremias e Jean e dalla sorella Isabella. Nel settembre 1664 Melchior si trasferì ad Amsterdam, in Lauriergracht; poco dopo nacque sua figlia, a cui fu dato il nome della cognata Isabella.
Oltre che con i pittori della sua famiglia, come Jan Baptist Weenix, ebbe rapporti con vari artisti e mercanti d'arte. Nel gennaio 1685 stimò con Johan Rosa una grande collezione di dipinti ad Amsterdam.
Il 16 febbraio 1668 acquisì la cittadinanza di questa città, dove rimase fino alla morte. Il 15 dicembre dello stesso anno morì uno dei figli e fu sepolto nella Westerkerk.
Fu tutore di Daniel d'Hondecoeter e il 4 febbraio 1676 fu testimone al suo matrimonio. Il 3 agosto 1677 ricevette un debito di 800 fiorini e il 25 giugno 1682 Melchior e la moglie ebbero in eredità dal cognato e fratello Jean Tradel dei terreni agricoli nelle Fiandre, che vendettero. Il 26 febbraio 1683 la figlia Isabella sposò W.Spiering..
Nell'ultimo periodo della sua vita, Melchior d'Hondecoeter soffrì la concorrenza di Jan Weenix e A.Olen. Morì perciò in povertà a casa del genero.

## Profilo artistico

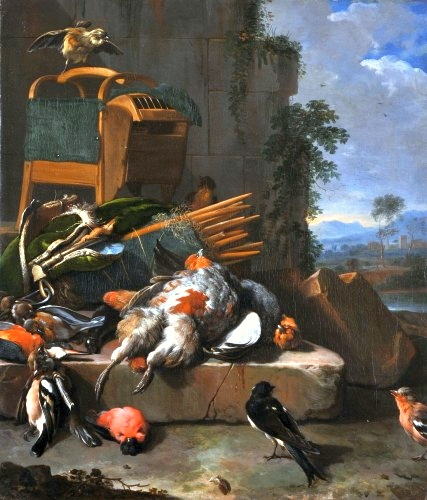
Natura morta con uccelli (1670) c.) Museo Nazionale, Danzica

I soggetti delle sue opere furono soprattutto scene di caccia, nello stile dello zio Jan Baptist Weenix, nature morte, in particolare di vegetazione e animali in un contesto naturale, come un bosco, paesaggi, animali, piante, trompe-l'oeil.
Gli sfondi dei suoi quadri rivelano spesso l'influenza dei pittori Dutch Italianates.
Inoltre sono famosi i suoi grandi dipinti raffiguranti uccelli, che gli valsero il soprannome di Raphaël des oiseaux. In particolare lavorò per Adolphe Visscher, decorando il suo castello a Driemond con una serie di più di 50 tele raffiguranti uccelli.
Eseguì opere di tutte le dimensioni, dai piccoli quadri da studiolo ai grandi quadri da esposizione.
Per la sontuosità, il movimento e la vivacità che si ritrovano nelle sue opere e che rivelano influenze fiamminghe, quest'artista può essere considerato un precursore del rococò.
Furono suoi allievi Willem Hendrik Wilhelmus van Royen e il cugino Jan Weenix. Secondo la Web Gallery of Art, invece, Melchior e il cugino Jan furono entrambi allievi del padre di quest'ultimo Jan Baptist Weenix.
Hondecoeter ebbe vari seguaci tra cui D. Birrius, Peter Casteels (III), Adriaen van Oolen e le sue opere influenzarono svariati artisti come Felice Boselli, Angelo Maria Crivelli, Tobias Stranover, Charles Collins, Marmaduke Cradock, Adriaen Coorte, Jan van Huysum ed Elias Vonck.

## Opere
- Ritratto di tre bambini in un paesaggio con in primo piano cacciagione , 1300 × 400 cm, 1670 c., Alte Pinakothek, Monaco di Baviera[6]
- Il concerto degli uccelli, olio su tela, 84 × 99 cm, 1670 c.[7]
- Natura morta con uccelli, olio su tela, 74,5 × 63,5 cm, Museo Nazionale, Danzica, 1670 c.[8]
- Carniere con gazza su un ceppo, noto come La gazza in contemplazione, olio su tela, 215 × 134 cm, 1768 c., Rijksmuseum, Amsterdam[9]
- Un pellicano e altri uccelli presso una fonte, noto come La piuma fluttuante, olio su tela, 144 × 159 cm, 1680 c., Rijksmuseum, Amsterdam[10]
- Natura morta con animali, 1680-1690, Museo del Prado, Madrid[11]
- Uccelli in un parco, olio su tela, 135 × 155 cm, 1686, Museo dell'Ermitage, San Pietroburgo[12]
- Uccelli in un parco, olio su tela, 135 × 155 cm, 1686, Museo dell'Ermitage, San Pietroburgo[13]
- Pollaio, 1686, Niedersächsisches Landesmuseum, Hannover[14]
- Il serraglio, olio su tela, 135 × 116,5 cm, 1690 c., Rijksmuseum, Amsterdam[15]
- Galli e anatre, olio su tela, 115 × 136 cm, Mauritshuis, L'Aia, 1651-1695[16]
- Il gallo morto, olio su tela, 111,5 × 83 cm, 1655-1695, Musées Royaux des Beaux-Arts de Belgique, nr 2737, Bruxelles[17]
- Veduta di una terrazza, olio su pannello, Belton House, Lincolnshire[18]
- Volatili sotto un albero con paesaggio sullo sfondo, olio su tela, 91 × 79 cm[19]
- Cigni e pavoni, olio su tela, 145 × 215,5 cm, Museu Nacional de Belas Artes, Rio de Janeiro[20]